# Iskorak (predstava)
Iskorak je predstava Patrika Lazića iz 2013. koja problematizira homofobiju u Republici Hrvatskoj. Izvorno je bila namijenjena izvedbi dramske skupine pulske gimnazije, no zbog zabrane tadašnje ravnateljice škole predstava se ostvarila izvan prostora škole i doživjela je nekoliko izvedbi i gostovanja te dosta medijske vidljivosti.
Predstavu je napisao i režirao Patrik Lazić, tada srednjoškolac, kasnije diplomant režije beogradskog Fakulteta dramskih umetnosti. Premijerno je izvedena 27. ožujka 2013. godine u Društveno kulturnom centru Rojc, u Puli, u sklopu 30 godina djelovanja kazališta Dr. Inat. Predstavu su izvodili članovi Dramske skupine »Korak« pod umjetničkim vodstvom Patrika Lazića.

## Autorski tim
- Autor teksta: Patrik Lazić
- Režija: Patrik Lazić
- Dramaturg: Patrik Lazić
- Scenograf: Patrik Lazić
- Dizajn svjetla: Marin Leo Janković
- Oblikovanje plakata: Marin Leo Janković
- Tehničko vodstvo: Melisa Kamenčić i Teo Frgačić
- Fotograf projekta: Franko Frgačić

- Igraju:
- Hana: Nika Ivančić
- Irena: Diana Zrnić
- Hrvatska: Snježana Grgić, Andrea Lončarić i Marin Janković

## Rad na predstavi
Tekst predstave nadahnut je egalitarističkim idejama o ljudskoj jednakosti. Progovara o odnosu istospolne zajednice i hrvatskoga društva. Sedamnaestogodišnji Lazić predstavu je prvotno namijenio dramskoj skupini pulske gimnazije koju je vodio. Ipak, tadašnja ravnateljica odbila je podržati izvedbu predstave zbog „dijelova teksta predstave koji obiluju nasiljem, grubim riječima, vulgarizmima” te je savjetovala odabir „ljepše“ teme. Saznavši za tematiku, roditelji 14 članova školske dramske skupine povukli su svoju djecu iz projekta. Unatoč tome, ostali članovi okupili su se u dramsku skupinu Korak te su pronašli drugi prostor. Pulska udruga Čarobnjakov šešir tada je Patrikovoj glumačkoj družini ustupila prostor za probe, a Kazalište Dr. Inat uključilo se kao partner, pružajući im neophodnu logistiku.

## Radnja
Predstava Iskorak koncipirana je kao vrsta dokumentarnoga kazališta u kojoj se pojavljuju motivi istinitih događaja, statistika i komentara. Predstava se može opisati kao kratka, jasna, jednostavna, politična i slična manifestu ili aktivističkom performansu.
Radnja započinje čitanjem obrazloženja ravnateljice pulske Gimnazije za nepodržavanje predstave te obraćanjem glumaca publici. Nakon toga se uvode likovi Hane i Irene koje kroz interview pričaju o njihovu upoznavanju, o vlastitim osjećajima i zabrinutostima, o vlastitim očekivanjima, nadanjima te o njihovoj ljubavnoj vezi. Hana (17) želi biti odgojiteljica, Irena (17) sanja o tome da postane slikarica. Sanjaju u paru, jer Hana i Irena su lezbijke. Dok govore o svojoj vezi, par se nalazi iza paravana, kao simbola podjele. Ljubavna priča dviju djevojaka izmjenjuje se sa scenama u kojima likovi u crvenoj, bijeloj i plavoj odjeći, simbolizirajući hrvatsko društvo, prenose navodno homofobne citate i »govor mržnje« iz novinskih članaka te predstavljaju rezultate ankete provedene među mladima u dobi od 15 do 25 godina iz Pule. Rezultati, između ostalog, prikazuju da 86 % sudionika smatra da je biti istospolne orijentacije odabir pojedinca, 24 % da se radi o bolesti, a u 67 % ne bi podržalo održavanje Pridea u Puli. U predzadnjoj sceni Hana i Irena koračaju ispred paravana koji ih je do tada zaklanjao pružajući sigurnost njihovoj vezi te istovremeno pune straha i sreće podignu transparent s tekstom „I ja sam čovjek. Moje srce kuca jednako.“, dok se uz Maglu Josipe Lisac na paravanu prikazuju transparenti s tekstovima „Pedere u logore“, „Hrvatska je normalna, katolička zemlja. Van, vi sotonisti!“ i „Zna se gdje je mjesto bolesnicima. To nisu ulice.“ Nakon coming outa Hanu i Irenu preostalo troje glumaca oblače u luđačke košulje, stavlja im ljepljivu vrpcu na usta, namješta vjenčani veo i dodjeljuje im mladoženju, pa čak i bebe. Scena se nakon odlučnog „Mi nećemo šutjeti!“ brzo pretvara u prosvjed koji naposljetku završava lezbijskim vjenčanjem i razgaljenim roditeljima.
Predstava Iskorak premijerno je izvedena u Puli, 27. ožujka 2013. godine, nakon čega je doživjela još nekoliko izvedbi u Puli te gostovanja u Splitu i Zagrebu.

## Vanjske poveznice
- Predstava Iskorak snimka izvedbe
- Plakat na Facebook stranici Dramske skupine Korak